# Centro Internacional de Exposiciones
El Centro Internacional de Exposiciones de Kiev (en ucraniano: Міжнародний виставковий центр; en inglés: International Exhibition Centre) es el centro de exposiciones más grande de Ucrania.

## Historia
La idea de la construcción de complejo fue de Viktor Tkachenko — entonces director del Palacio de los Deportes de Kiev y actual director del centro. El arquitecto ucraniano Yanush Wig diseñó el complejo, y Eduard Safronov fue el arquitecto jefe de su construcción.
El centro fue inaugurado en octubre de 2002, y el jefe del centro desde su construcción fue Anatoly Tkachenko.

## Arquitectura
El centro combina en un solo conjunto arquitectónico tres pabellones con una superficie total de 58 000 m², de los cuales 28 018 m² son para exposiciones. En el diseño y la construcción de este, se tuvieron en cuenta los últimos requisitos globales:
- Los tres pabellones cuentan con 16 puertas y 15 medios de transporte para llevar grandes cargas directamente a la sala de exposiciones.

- El complejo cuenta con una sala de congresos y catorce salas de conferencias con una capacidad de 90 a 600 asientos, salas de reuniones, locales para guardar objetos de valor y armas, cafeterías y restaurantes de comida rápida, baños, aseos y aire acondicionado.

- Carreteras convenientes que conducen a un aparcamiento con una capacidad de 2500 coches.

- Un equipo técnico que satisface las demandas de los operadores de exposiciones y organizadores de varios eventos en el diseño, soluciones, servicios de arquitectura y planificación.

- El espacio puede ser fácilmente dividido por tabiques móviles en habitaciones aisladas para organizar varios eventos al mismo tiempo.

- Los suelos pueden soportar cargas muy altas y la falta de columnas en los pasillos de gran altura.

- El centro ofrece a los expositores y participantes de las actividades agua, alcantarillado, electricidad, conexión a Internet, sistemas de telecomunicaciones con interpretación simultánea al idioma apropiado, oficinas y servicios bancarios.

## Localización
El complejo está situado a cinco minutos a pie de la estación de metro de Livoberezhna, a 10 minutos en metro del centro de la ciudad y cuenta con buenas conexiones con el Aeropuerto Internacional de Boryspil a 27 kilómetros. También hay hoteles de tres y cuatro estrellas cerca del centro.

## Eventos
Desde su apertura en 2002, el complejo se convirtió en uno de los centros líderes reconocidos en la organización de foros nacionales y mundiales.
El 9 de septiembre del 2016 fue elegido como la sede del Festival de la Canción de Eurovisión 2017, que tuvo lugar durante los días 9, 11 y 13 de mayo del 2017, contando para la ocasión con una capacidad de 11 000 espectadores.